# Jonas Larholm
Jonas Erik Larholm (* 3. Juni 1982 in Göteborg) ist ein ehemaliger schwedischer Handballspieler. Seine Körperlänge beträgt 1,93 m. Larholm, der zuletzt für den dänischen Klub Ribe-Esbjerg HH spielte und für die schwedische Nationalmannschaft auflief, wurde auf Rückraum Mitte eingesetzt. 

## Karriere
Verein
Jonas Larholm begann in seiner Heimatstadt beim Erstligisten IK Sävehof mit dem Handballspiel. 2000 debütierte er für Sävehof in der ersten schwedischen Liga. Mit den Männern aus einem Vorort Göteborgs gewann er 2004 sowie 2005 Meisterschaft und Pokal, außerdem war er 2005 Torschützenkönig der schwedischen Liga. So weckte er das Interesse anderer ausländischer Klubs, 2006 nahm der FC Barcelona Larholm unter Vertrag. Gleich in seiner ersten Saison dort gewann er die Copa del Rey de Balonmano und den spanischen Super-Cup. Im Sommer 2008 verließ Larholm den FC Barcelona und wechselte zu AaB Håndbold aus Aalborg. Mit AaB Håndbold gewann er 2010 die dänische Meisterschaft. In der Saison 2010/11 wurde Larholm mit 160 erzielten Treffern Torschützenkönig der dänischen Liga. Für Aalborg spielte Larholm bis Ende der Saison 2011/12. Anschließend unterschrieb er einen Vertrag beim ungarischen Erstligisten Pick Szeged, mit dem er 2014 den EHF Europa Pokal gewann. Dabei erzielte er den vorentscheidenden Treffer zum 29:27 zehn Sekunden vor Ende per Siebenmeter. Ab dem Sommer 2014 lief er für den dänischen Erstligisten Team Tvis Holstebro auf. Im Sommer 2016 kehrte er zum IK Sävehof zurück. Mit Sävehof gewann er 2019 die schwedische Meisterschaft. Ab Beginn der Saison 2019/20 war er bei IK Sävehof als Spielertrainer tätig. Im September 2019 legte er sein Traineramt bei IK Sävehof nieder und verließ den Verein. Im November 2019 nahm ihm der norwegische Erstligist Drammen HK als Spieler unter Vertrag. Ab der Saison 2020/21 war er beim dänischen Erstligisten Ribe-Esbjerg HH als Spieler sowie als Co-Trainer tätig. 2024 beendete er seine Spielerlaufbahn und fungiert seitdem als hauptamtlicher Co-Trainer bei Ribe-Esbjerg HH. Zur Saison 2025/26 übernimmt er die U-19-Mannschaft von Ribe-Esbjerg HH.
Nationalmannschaft
Jonas Larholm bestritt 210 Länderspiele für die schwedische Nationalmannschaft. Beim World Cup 2004, den er mit Schweden gewann, wurde er zum besten Spieler des Turniers gewählt. Für die Handball-Weltmeisterschaft der Männer 2007 in Deutschland konnte er sich mit Schweden nicht qualifizieren. Im Sommer 2012 nahm er an den Olympischen Spielen in London teil und gewann die Silbermedaille.
Larholm gewann im Jahr 2003 mit Schweden die U-21-Weltmeisterschaft.